# エチオピアの地理
エチオピアの地理（エチオピアのちり）では、エチオピアの地理について解説する。
エチオピアはアフリカ大陸のアフリカの角に位置する。エチオピアの中央部にはエチオピア高原が存在し、生物多様性や固有種を保っている。平坦な地形により、農業、畜産業などが盛んである。

## 地理

### 位置
エチオピアはアフリカ大陸のアフリカの角に位置し、アラビア半島に陸を隔てて向かい合っている。また内陸国であるが、インド洋と紅海に比較的近いため地中海につながる交通の要所である。

### 地形
エチオピアの中心部には、南北に走る大地溝帯が存在し、地形を東西に分けている。大地溝帯には多くの温泉がある。形成されたのは紀元前500万年から1000万年前の時期である。この西側には高度5000メートルに達する火山や深い渓谷が存在するが、全体的には大規模な高原が形成された。紀元前3000年前にエチオピア北部で大地溝帯に沿ってプレートが分裂し始めた後、南方向へ年2.5センチメートルから5センチメートル動いている。
大地溝帯の東側には、エチオピア高原と分離しているソマリア高地が存在している。中央部には肥沃なエチオピア高原と呼ばれる台地があり、農業や畜産業などが行われる。西部にはアムハラ高地と呼ばれる高原がある。エチオピア北部にはタナ湖を源流とする青ナイル川が流れている。
エチオピア高原の西部はアムハラ高地と呼ばれ、3000メートルから4000メートルの標高である。一年を通して適度な雨が降る。その気候の特徴から、エチオピアの他の高地より農業に適している。アムハラ高地にはシムエン山脈が並び、エチオピアで最も高い山ラス・ダシャン山がある。エチオピア高原の西部はソマリア高地と呼ばれ、メンデボ山脈、アーマル山脈など山岳地帯とオガデン砂漠で構成されている。

### 河川・湖

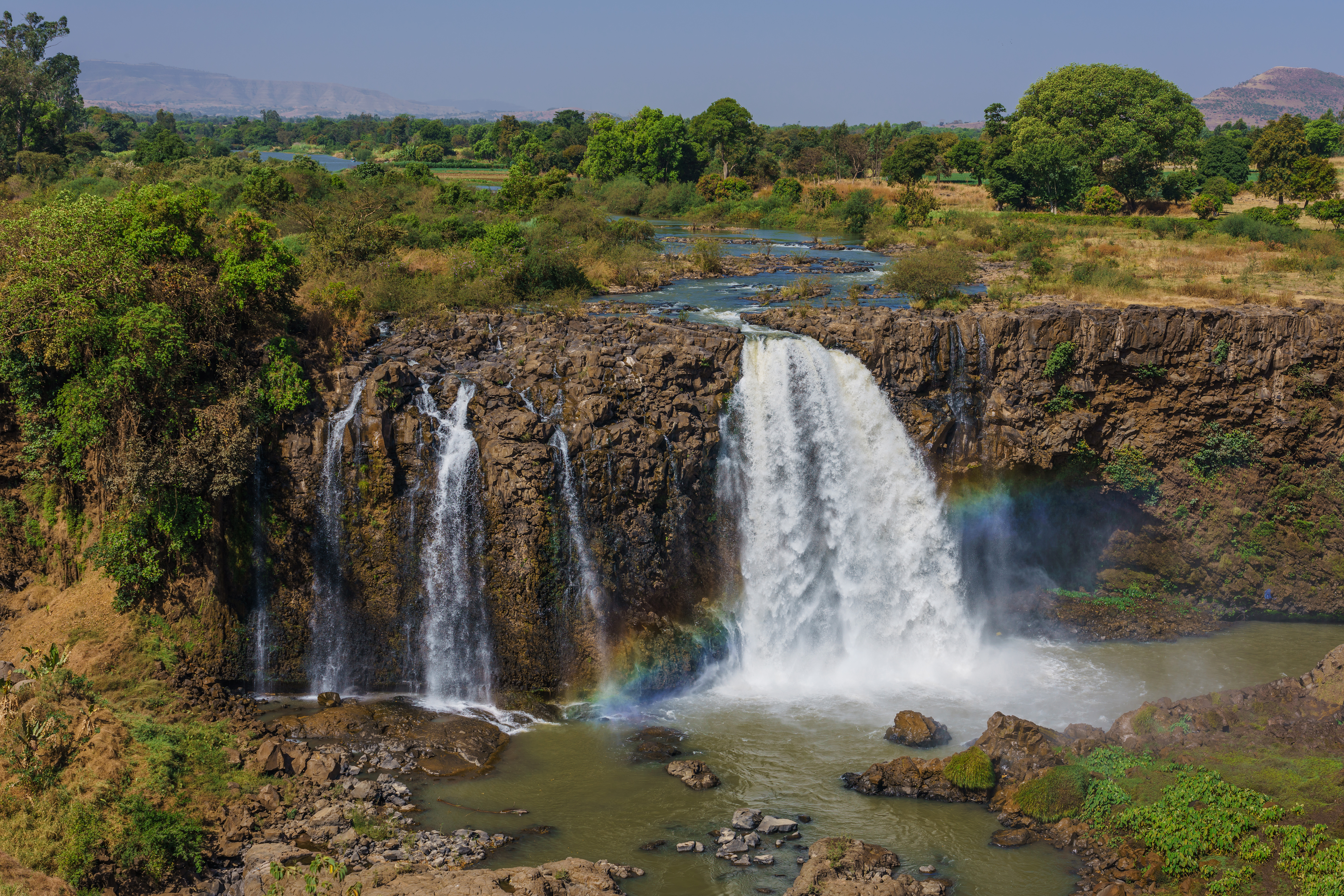
バハルダール付近の滝に面した青ナイル川

淡水湖や塩分を含む湖など、多くの湖が大地溝帯の中に連なっている。2014年時点で淡水の資源量に対して採取は低水準で、2013年時点でエチオピアは水貧困に陥っている。エチオピアの人口に対してナイル川周辺に約4割の人口が住んでいる。主要産業は農業で、多くは農業に使われる。2022年2月、エチオピアは電力不足を補うため、ナイル川下流に大エチオピア・ルネサンスダムの発電を開始した。しかし、上流のエジプトやスーダンと対立している。

### 資源
採掘された鉱物の中では、金とプラチナだけが経済的な価値を持つ。Kenticha鉱山などの操業鉱山として挙げられるが、金鉱山及びタンタル鉱山しか操業鉱山が認められていない。イタリア植民地時代を含む20世紀から21世紀までの調査では、銅、鉛、マグネシウム、鉄が発見されている。また粘土と石灰石の鉱床、岩塩層が広い範囲で確認される。しかし、鉱業の国内総生産における割合は少ない。鉱業・石油・天然ガス省が管轄である。

## 自然
エチオピア高原は、多くの動植物が長い間隔離され、それによって独自の進化を遂げた。この隔離状態はさまざまな種の多様性を生み出し、エチオピアの固有種が誕生する土壌となった。しかし、21世紀に入ると、エチオピアの人口爆発と地球全体での気候変動が、生態系に影響を与えている。これらの要因は、生物多様性に対する脅威となっており、固有種や個体数を減少させるリスクを増大させている。生物多様性は、地理的な特性、地形、そして地質学的要因の組み合わせによって支えられている。エチオピアには、高地だけでなく、森林、沼地、砂漠、半砂漠、草原、低木地帯など、様々な標高帯の生態系が広がっている。
エチオピアはアフリカ最大の家畜人口を有しており、特に高原では土地利用に関する圧力が高い。エチオピアの人口の85％と家畜の75％が高原で生活している。そのため、1990年から2020年までの間に、エチオピアの自然再生可能な森林面積は約16％減少した。さらに、過去10年間において、エチオピアの年間森林伐採率はアフリカで最も高い水準である。その結果、土壌劣化と干ばつが多発している。
エチオピアには様々な野生動物がいる。陸にはゾウやシマウマなどの哺乳類、湖や川にはカバやワニがいる。爬虫類や魚類も多い。大地溝帯には、カッコーやワシなど多くの鳥が生息している。シムエン山脈には、エチオピアの固有種ワリアアイベックスが生息する。

## 気候
エチオピアの気候は四季がなく、海抜からの差によって気温が変化する。
- 寒冷地帯（アムハラ語でデガ）は、海抜2000メートル以上の中央東部高地一帯。最高気温は15度で、最低気温は0度。3月から4月には最高気温に達する[5]。
- 温暖地帯（ウェイナ・デガ）は、海抜1500メートルから2100メートルの高地地帯の大半を占める一帯。住むのに快適で、農業に適している。最高気温は26度で、最低気温は15度[5]。
- 熱帯地帯（コラ）は、海抜1500メートル以下でダナキル低地と東オガデン地方、青ナイル川の渓谷を占める一帯。気候は一年を通して湿度が高い。最高気温は50度で、最低気温は30度[5]。

エチオピアには9月半ばから5月までの乾季と、6月から8月までの雨季がある。山岳部に位置するアディスアベバは年間降水量1100ミリで、オガデン地方やダナキル低地では年間降水量0から200ミリ程度である。標高が高い地域ほど雨量が多くなる。降水量の少ない雨季が連続して続くと、降水量は元に戻らなくなる。